# Hatch Beauchamp
Hatch Beauchamp – wieś w Anglii, w hrabstwie Somerset, w dystrykcie (unitary authority) Somerset. Leży 60 km na południowy zachód od miasta Bristol i 208 km na zachód od Londynu. W 2002 miejscowość liczyła 575 mieszkańców.